# 1973年電子遊戲界

## 事件
- 3月19日 － 上月景正建立科乐美工业株式会社[1]。公司前身是位于日本大阪的点唱机修理/租赁公司，上月成立科乐美生产街机[2]。
- 5月 － Hudson Soft在日本札幌成立，营销通讯设备和艺术摄影[3]。
- 机电街机制造商Taito进入电子游戏业并开设北美分部。
- 机电街机制造商世嘉以模仿《乓》进入电子游戏业。
- 《电脑空间》在电影《Soylent Green》和《Sleeper》中出现。
- John Daleske为PLATO系统开发《Empire》第I、II、III版。这应该是最早的团队游戏、最早的五人游戏等等。
- 西拉斯·华纳接受PLATO《Enpire》第I版并改名《文明》。
- 《Lemonade Stand》第一次被开发。
- 《迷宫战争》在Imlac PDS-1开发，这是第一人称射击游戏和早期网络游戏的鼻祖。

## 知名发行
- Midway Manufacturing获得雅达利《乓》的授权，制作他们第一款街机游戏《Winner》[4][1]。
- 雅达利发行街机游戏《Gotcha》——最早的商业迷宫游戏[1]。
- 雅达利发行街机游戏《Pong Doubles》。作为获得广泛成功《乓》的变体，《Pong Doubles》是最早支持四玩家的游戏[5]。
- 威廉姆斯电子发行《Paddle Ball》——未授权复制《乓》——作为他们最早的街机游戏。
- 《BASIC Computer Games》首次发行，收录101款BASIC编写的游戏。